# Brian Lawton
Pour les articles homonymes, voir Lawton.
Brian Lawton (né le 29 juin 1965 à New Brunswick dans l'État du New Jersey aux États-Unis) est un joueur professionnel et un dirigeant américain de hockey sur glace.

## Carrière en club
Il fait ses études de Mount Saint Charles Academy et lors du repêchage d'entrée dans la Ligue nationale de hockey il est choisi en tant que premier choix. Il devient ainsi le premier joueur de nationalité américaine à être repêché au premier rang.
Immédiatement, il fait ses débuts dans la LNH avec les North Stars. Au cours de sa carrière, il va jouer pour 6 différentes équipes de la LNH. En dix ans (outre les North Stars), il va porter les maillots des équipes suivantes : Rangers de New York, Whalers de Hartford, Nordiques de Québec, Bruins de Boston et il finit sa carrière avec les Sharks de San José en 1993.
Il joue également des bouts de saison dans des ligues mineures, que ce soit dans la Ligue américaine de hockey ou même dans la Ligue internationale de hockey.

## Dirigeant
Le 22 octobre 2008, il est nommé Directeur général et Vice-président des opérations hockey du Lightning de Tampa Bay. À la suite du changement de propriétaire en mars 2010, Lawton est licencié en même temps que l'entraîneur de l'équipe, Richard Tocchet, le 12 avril 2010. Le nouveau propriétaire souhaitant reconstruire l'équipe sur une base nouvelle.

## Statistiques
| Saison     | Équipe                   | Ligue      |     | Saison régulière | Saison régulière | Saison régulière | Saison régulière | Saison régulière |   | Séries éliminatoires | Séries éliminatoires | Séries éliminatoires | Séries éliminatoires | Séries éliminatoires |
| Saison     | Équipe                   | Ligue      | PJ  | B                | A                | Pts              | Pun              | PJ               | B | A                    | Pts                  | Pun                  |                      |                      |
| 1983-1984  | North Stars du Minnesota | LNH        | 58  | 10               | 21               | 31               | 33               | 5                | 0 | 0                    | 0                    | 10                   |                      |                      |
| 1984-1985  | North Stars du Minnesota | LNH        | 40  | 5                | 6                | 11               | 24               |                  |   |                      |                      |                      |                      |                      |
| 1984-1985  | Indians de Springfield   | LAH        | 42  | 14               | 28               | 42               | 37               | 4                | 1 | 1                    | 2                    | 2                    |                      |                      |
| 1985-1986  | North Stars du Minnesota | LNH        | 65  | 18               | 17               | 35               | 36               | 3                | 0 | 1                    | 1                    | 2                    |                      |                      |
| 1986-1987  | North Stars du Minnesota | LNH        | 66  | 21               | 23               | 44               | 86               |                  |   |                      |                      |                      |                      |                      |
| 1987-1988  | North Stars du Minnesota | LNH        | 74  | 17               | 24               | 41               | 71               |                  |   |                      |                      |                      |                      |                      |
| 1988-1989  | Rangers de New York      | LNH        | 30  | 7                | 10               | 17               | 39               |                  |   |                      |                      |                      |                      |                      |
| 1988-1989  | Whalers de Hartford      | LNH        | 35  | 10               | 16               | 26               | 28               | 3                | 1 | 0                    | 1                    | 0                    |                      |                      |
| 1989-1990  | Mariners du Maine        | LAH        | 5   | 0                | 0                | 0                | 14               |                  |   |                      |                      |                      |                      |                      |
| 1989-1990  | Whalers de Hartford      | LNH        | 13  | 2                | 1                | 3                | 6                |                  |   |                      |                      |                      |                      |                      |
| 1989-1990  | Nordiques de Québec      | LNH        | 14  | 5                | 6                | 11               | 10               |                  |   |                      |                      |                      |                      |                      |
| 1989-1990  | Bruins de Boston         | LNH        | 8   | 0                | 0                | 0                | 14               |                  |   |                      |                      |                      |                      |                      |
| 1990-1991  | Roadrunners de Phoenix   | LIH        | 63  | 26               | 40               | 66               | 108              | 11               | 4 | 9                    | 13                   | 40                   |                      |                      |
| 1991-1992  | Sharks de San José       | LNH        | 59  | 15               | 22               | 37               | 42               |                  |   |                      |                      |                      |                      |                      |
| 1992-1993  | Blades de Kansas City    | LIH        | 9   | 6                | 4                | 10               | 10               |                  |   |                      |                      |                      |                      |                      |
| 1992-1993  | Sharks de San José       | LNH        | 21  | 2                | 8                | 10               | 12               |                  |   |                      |                      |                      |                      |                      |
| 1992-1993  | Cyclones de Cincinnati   | LIH        | 17  | 5                | 11               | 16               | 30               |                  |   |                      |                      |                      |                      |                      |
| Totaux LNH | Totaux LNH               | Totaux LNH | 483 | 112              | 154              | 266              | 401              | 11               | 1 | 1                    | 2                    | 12                   |                      |                      |

## Carrière internationale
Il participe en 1983 au championnat du monde alors que les États-Unis font partie du championnat B. L'équipe finit à la première place. Il fait également partie de l'équipe qui participe en 1984 à la Coupe Canada.

## Vie privée
En 1992, il épouse la femme d'affaires américaine Angelina Lawton et, en 2020, ils résident à Minneapolis (Minnesota) avec leurs trois enfants.